# Chitgoppa
Chitgoppa là một thị xã của quận Bidar thuộc bang Karnataka, Ấn Độ.

## Nhân khẩu
Theo điều tra dân số năm 2001 của Ấn Độ, Chitgoppa có dân số 24.232 người. Phái nam chiếm 51% tổng số dân và phái nữ chiếm 49%. Chitgoppa có tỷ lệ 60% biết đọc biết viết, cao hơn tỷ lệ trung bình toàn quốc là 59,5%: tỷ lệ cho phái nam là 67%, và tỷ lệ cho phái nữ là 53%. Tại Chitgoppa, 16% dân số nhỏ hơn 6 tuổi.